# 7740 Petit
7740 Petit este o planetă minoră (asteroid), cu un diametru de 5,121 km, din centura de asteroizi. A fost descoperită pe 6 septembrie 1983 la Stația Anderson Mesa de Edward L. G. Bowell și a fost numită după Jean-Marc Petit⁠(d). 
Obiectul prezintă o orbită caracterizată de o semiaxă mare de 2,3702816 UAi, o excentricitate de 0,11, o înclinație de 7,21739 ° în raport cu ecliptica.